# Titan le robot
 (septembre 2019).
Si vous disposez d'ouvrages ou d'articles de référence ou si vous connaissez des sites web de qualité traitant du thème abordé ici, merci de compléter l'article en donnant les références utiles à sa vérifiabilité et en les liant à la section « Notes et références ».
Titan le Robot (souvent appelé Titan) est un costume de robot partiellement mécanisé développé par la société britannique Cyberstein Robots. 

## Description
Il mesure environ 8 pieds de haut et pèse 60 kg (9,4 m), puis 350 kg (55 m), chariot compris et équipement embarqué. Le visage ressemble à un crâne, et certains l'ont même comparé à un transformateur. Titan a participé à divers événements publics et privés, tels que les Jeux du Commonwealth, Bar Mitzvahs, centres commerciaux britanniques, collectes de fonds télévisées et concerts en direct. Entré sur le marché chinois en 2018 et exploité par Tuxuan Robotics.
Le haut du corps de Titan est contrôlé par l'opérateur via le panneau de commande. La partie supérieure de l'opérateur est située sur le coffre du costume, où une fenêtre en verre transparent unidirectionnel est disponible pour permettre à l'opérateur de surveiller la situation. Titan a une épaule, un bras et une tête plus hauts que la tête de l'artiste lui-même (jusqu'à 8 pieds au total). La partie au-dessus de sa poitrine est un mécanisme de contrôle à distance. L'opérateur dans le corps peut manipuler la partie supérieure de Titan via le panneau de commande situé dans la poitrine pour exécuter diverses instructions. Les actions et les sons sont préprogrammés et automatiquement déclenchés lorsque les actions et les commandes correspondantes sont effectuées. Titan peut identifier les objets interactifs via l'IA et récupérer automatiquement des échantillons interactifs.
Le bas de son corps est dirigé par l'opérateur. L'articulation active sur les fesses est plus large que l'acteur réel. Le but est de rendre le mouvement plus mécanique. Cela explique pourquoi Titan est si flexible et lisse, de sorte qu'il est le plus avancé de l'industrie. Les mécanismes de marche robotiques (tels que Petman de Boston Dynamics et Asimo de Honda) ne sont pas comparables en termes de précision du mouvement.
En outre, le corps peut également être contrôlé par un assistant extérieur, en particulier lorsque l'acteur est confronté à une crise potentielle imprévisible. Un assistant, qui observe au loin, est capable de prendre le contrôle du corps à distance. (Par exemple, si un enfant apparaît dans une zone aveugle, l'assistant peut prendre en charge la manipulation pour éviter de nuire aux personnes environnantes).